# Marie de France (1326-1341)
Pour les articles homonymes, voir Marie de France.
Marie de France, née en octobre 1326 à Château-Thierry et morte le 6 octobre 1341 à Paris, est l'une des filles du roi Charles IV le Bel et de sa troisième épouse Jeanne d'Évreux.

## Biographie
Marie est la deuxième fille de Charles IV le Bel, roi de France et de Navarre, et de sa troisième épouse Jeanne d'Évreux. Elle voit le jour à Château-Thierry peu après le 18 octobre 1326, date à laquelle son père confirme le testament que vient de rédiger sa mère. Les continuateurs de la Chronique de Guillaume de Nangis précisent que sa sœur aînée Jeanne meurt peu après sa naissance, entre novembre 1326 et le 16 janvier 1327. Lorsque Charles IV s'éteint à son tour le 1er février 1328, Jeanne d'Évreux est une troisième fois enceinte. La venue au monde d'une fille prénommée Blanche deux mois plus tard scelle la fin des Capétiens directs, en vertu de la coutume qui écarte les femmes de la succession au trône de France, formalisée bien plus tard sous le nom de loi salique, ce qui empêche les deux filles survivantes de Charles IV de prétendre à sa succession. 
Ainsi, le plus proche parent mâle du défunt roi en termes de primogéniture agnatique est son cousin, qui monte sur le trône sous le nom de Philippe VI de Valois. En dépit de l'avènement de Philippe VI sur le trône de France, Jeanne d'Évreux revendique pour ses deux filles le trône de Navarre, pourtant attribué à Jeanne, fille du roi Louis X le Hutin et qui en avait été écartée par ses oncles Philippe V le Long et Charles IV le Bel. Afin d'éteindre les prétentions de Jeanne d'Évreux, Jeanne II de Navarre et son époux Philippe d'Évreux proposent en juin 1328 de les lui acheter en lui allouant une rente annuelle de 5 000 livres tournois. Les négociations s'éternisent pourtant, car Jeanne d'Évreux réclame en août 1335 une somme de 6 000 livres, et ne sont toujours pas résolues lorsque Marie meurt prématurément à Paris le 6 octobre 1341 à l'âge de quatorze ans.
Après sa mort, Marie de France repose auprès de son père dans la nécropole royale de la basilique de Saint-Denis. Son tombeau, achevé par le sculpteur Jean de Liège vers 1381, était situé dans la chapelle du transept Nord. Marie y était représentée coiffée d'une couronne qui ceignait le bandeau incrusté de plomb entourant sa tête, tandis qu'un dais orné de fleurs de lys surplombait son gisant. François Roger de Gaignières a représenté le gisant de Marie de France dans un dessin du XVIIe siècle, mais sans sa couronne, ni ses mains jointes en prière, peut-être détruites au cours des guerres de religion le siècle précédent. Les tombeaux de Marie et de sa sœur Blanche sont profanés le 19 octobre 1793 par les révolutionnaires. Toutefois, le buste du gisant est épargné et récupéré deux ans plus tard par le médiéviste Alexandre Lenoir. Sous la Restauration, en 1816, ce dernier le restitue à Louis XVIII, qui le dépose dans la basilique de Saint-Denis. Le buste est ensuite présenté dans la collection de Pierre Dufay à Paris en 1900, avant de disparaître puis de réémerger dans les années 1920 dans la collection de George et Florence Blumenthal à New York. Depuis le décès de George Blumenthal en 1941, il est conservé au Metropolitan Museum of Art de New York.